# Marie Severin
Vous lisez un « bon article » labellisé en 2015.
Pour les articles homonymes, voir Severin.
Marie Anita Severin, née le 21 août 1929 à Long Island dans l'État de New York et morte le 29 août 2018 à Amityville dans le comté de Suffolk, est une dessinatrice américaine de bande dessinée.
Ayant grandi dans une famille d'artistes, elle étudie dans une école d'art et, grâce à son frère John, devient la coloriste principale des histoires publiées dans les comics de la maison d'édition EC Comics. Malheureusement, les comics d'horreur, qui font la renommée de cet éditeur, sont montrés du doigt lors d'auditions par un sous-comité sénatorial enquêtant sur la délinquance juvénile. La réponse des maisons d'édition à la menace grandissante d'une mise en place d'un organisme de censure est alors d'empêcher les comics d'horreur et ceux consacrés aux crimes d'être diffusés. Dès lors, la production d'EC Comics diminue tellement que les artistes de la maison d'édition sont obligés de chercher du travail chez des concurrents. Ainsi, Marie Severin trouve un emploi chez Atlas Comics, qui changera son nom quelques années plus tard en Marvel Comics, mais elle est obligée de l'abandonner, encore une fois, car l'éditeur est lui aussi amené à réduire drastiquement sa ligne de comics. Marie parvient alors à se faire engager par la Federal Reserve Bank of New York pour laquelle elle dessine des bandes dessinées éducatives.
Lorsque les comics retrouvent un lectorat important, durant l'âge d'argent des comics, elle se fait embaucher par Stan Lee, rédacteur en chef de la société Marvel Comics. D'abord assistante au département de la production, elle est ensuite choisie pour dessiner de nombreuses séries comme Docteur Strange, Hulk, Submariner et Not Brand Echh. De ce moment jusque dans les années 1990, elle reste fidèle à Marvel où, en plus de dessiner des récits de super-héros, elle est successivement responsable du département des couvertures des comics, de celui de la mise en couleur, travaille au département artistique, au secteur jeunesse, enfin à celui des projets spéciaux.
Reconnue comme efficace, fiable et très bonne artiste par de nombreux autres dessinateurs, elle est alors une personne clef dans le département de la production chez Marvel. Toutefois, au milieu des années 1990, Marvel ne renouvelle pas son contrat d'exclusivité. D'autres éditeurs, DC Comics ou Claypool Comics, la contactent alors pour qu'elle mette ses talents à leur service. C'est ainsi qu'elle dessine ou met en couleur des histoires chez DC, et dessine des comics pour Claypool.

## Biographie

### Jeunesse et premiers comics
Marie Severin naît le 21 août 1929 à Long Island dans l'État de New York, d'une mère née à Syracuse dans l'État de New York et d'un père né à Oslo en Norvège. Celui-ci, arrivé aux États-Unis avec ses parents à l'âge de trois ans, trouve une fois adulte un emploi de comptable avant de partir combattre en France durant la première Guerre mondiale. À son retour, il change de carrière et travaille pour des agences de publicité où il dessine des illustrations. Il est ensuite engagé par l'entreprise de cosmétique Elizabeth Arden où il s'occupe du design de plusieurs produits. C'est donc grâce à son père que Marie est très tôt en contact avec les arts graphiques. Son frère John Severin, qui dessine dès son plus jeune âge et parvient à se faire publier alors qu'il est encore adolescent, exerce également une influence sur son choix de carrière.
Au début des années 1950, Marie Severin suit des cours dans une école d'art, ce qui l'amène à travailler peu après pour une entreprise de cartes postales. Peu satisfaite par ce travail, elle n'y reste pas longtemps car elle est sollicitée par son frère, qui lui propose d'être coloriste sur les histoires publiées dans des comics d'EC Comics, où lui-même est déjà dessinateur. Marie Severin accepte volontiers. Son premier travail consiste en une mise en couleur d'une histoire dessinée par son frère dans le neuvième numéro de A Moon, a Girl...Romance. Son travail est apprécié et rapidement les responsables éditoriaux lui demandent de mettre en couleur la quasi-totalité des comics EC. De plus, il arrive aussi qu'elle participe au dessin ou au lettrage. Les seuls dessinateurs qui préfèrent mettre eux-mêmes en couleur leurs planches sont Harvey Kurtzman et Bernie Krigstein, deux auteurs perfectionnistes qui veulent maîtriser la totalité de leur travail. EC Comics est alors une maison d'édition très rentable qui publie plusieurs genres de comics (guerre, crime, science-fiction et surtout horreur). Cependant, ces comics font partie de ceux qui sont condamnés par les autorités religieuses et les associations de parents pour la mauvaise influence qu'ils sont supposés avoir sur la jeunesse. Les manifestations de ces associations amènent la création d'une sous-commission sénatoriale, dirigée par Estes Kefauver, chargée d'évaluer les liens possibles entre la lecture de comics et la hausse de la délinquance juvénile. Les éditeurs de comics, craignant la mise en place d'un organisme de censure d'État, préfèrent créer un organisme d'auto-régulation nommé Comics Code Authority. Les règles édictées par cette autorité condamnent de fait les comics publiés par EC, qui ne peuvent plus être diffusés. L'effondrement des ventes oblige alors l'éditeur Max Gaines à se séparer de la majeure partie des artistes qui travaillaient régulièrement pour lui, et Marie Severin se retrouve sans emploi.
Comme son frère, elle parvient peu après à se faire engager par Stan Lee, et travaille près d'un an et demi chez Atlas au département de la production avec son frère, Bill Everett, Joe Maneely, Danny Crespi et plusieurs lettreurs. Toutefois, la baisse drastique de la production d'Atlas, liée à des problèmes de diffusion, entraîne son licenciement. Elle quitte alors le monde de l'édition des comics pour la filiale new-yorkaise de la Banque Centrale américaine. Cet organisme fédéral lui confie plusieurs projets dont l'un, qu'elle mène en collaboration avec son frère John, est la production d'un comics éducatif consacré aux chèques. Celui-ci est constamment réédité durant six ans, et restera longtemps le plus diffusé, tous genres confondus. Marie Severin est par la suite engagée par la société Filmfax Productions pour participer à l'adaptation de ce comics en dessin animé, diffusé dans les écoles et les bibliothèques.

### Marvel Comics

#### De la réparation de planches au dessin de Docteur Strange

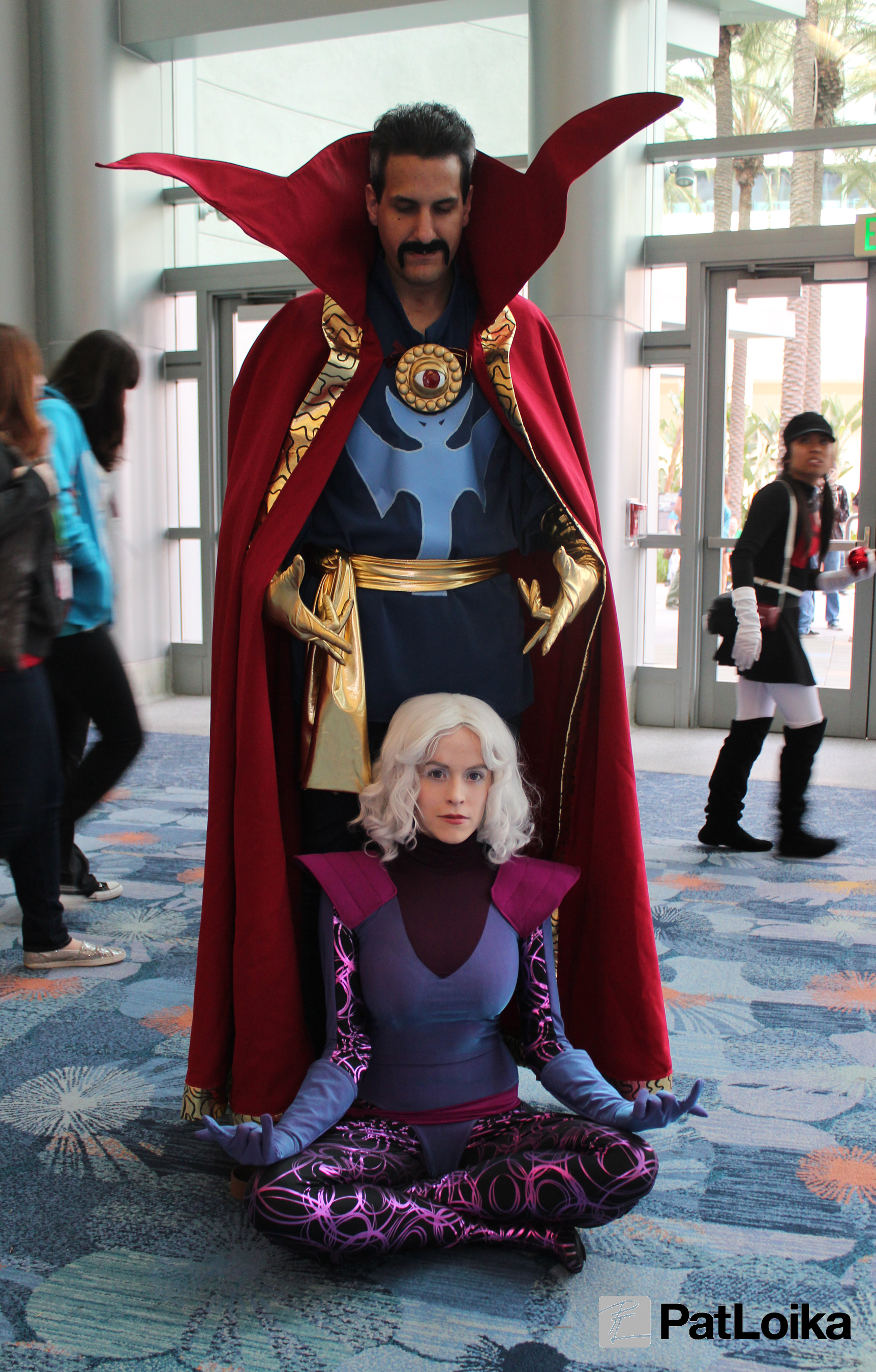
Cosplay du Docteur Strange et de Cléa, premier comics dessiné par Marie Severin pour Marvel

En 1964, alors que les comics ont retrouvé un lectorat important, Marie Severin, lassée de son travail alimentaire à la Banque Centrale américaine, demande du travail à Stan Lee, alors responsable éditorial de l'ensemble des comics publiés par Marvel. Lee lui confie alors le département de la production. Cela signifie qu'elle est chargée en compagnie de John Romita et John Verpoorten de réparer les planches envoyées par les artistes et qui ont pu être abîmées lors du transport postal, ou de corriger les couvertures pour adapter l'image aux textes et au logo. Elle peut même être amenée à dessiner des planches complètes perdues par la poste. Cette tâche lui est confiée car elle réussit à imiter les styles des différents artistes qui travaillent pour Marvel.
Au mois de septembre 1966, elle illustre un article de la revue Esquire à propos de l'intérêt croissant des étudiants et des enseignants à l'université pour les comics publiés par Marvel. Ces dessins lui valent d'être repérée par Martin Goodman, éditeur et propriétaire de Marvel, qui suggère à son neveu Stan Lee de lui proposer de dessiner des épisodes de comics. Le premier qu'elle réalise est un épisode de Docteur Strange. Ce personnage est dessiné par Steve Ditko jusqu'au no 146 de Strange Tales. Repris pendant six numéros par Bill Everett, Marie Severin lui succède au dernier moment en février 1967 pour le no 153 parce qu'il ne parvenait plus à tenir le délai, ce qui explique l'aspect bâclé de cet épisode. Après ce sauvetage imprévu, Marie Severin reste attachée à ce comic book, et dessine jusqu'au no 160 les aventures de Strange, ainsi que les couvertures lorsqu'il y apparaît. Progressivement, elle participe aussi à l'écriture du scénario avec Stan Lee et Roy Thomas.

#### Hulk et autres projets

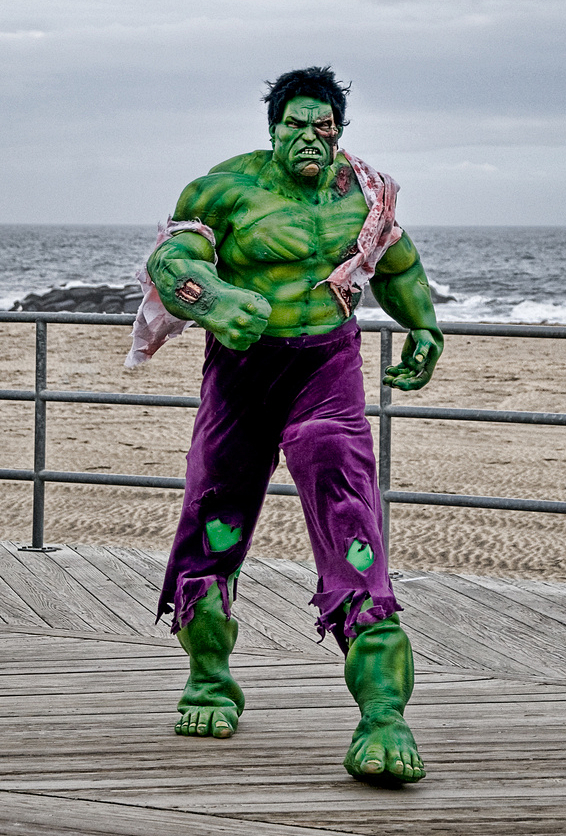
Hulk

Par la suite, Lee lui confie le dessin des aventures de The Incredible Hulk publié alors dans Tales to Astonish. Elle commence son travail à partir du no 92 et reste à ce poste jusqu'au dernier numéro (no 101), publié en mars 1968. En effet, à cette date, Marvel peut éditer plus de comics qu'auparavant et les deux personnages du comic book (Hulk et le Sub-Mariner) gagnent chacun un titre qui leur est consacré. Tales to Astonish devient alors Incredible Hulk, où Marie Severin continue de dessiner les aventures du héros, alors que Stan Lee passe la main à Gary Friedrich pour le scénario et que l'encrage est assuré par Frank Giacoia ou George Tuska. Le no 106 marque le départ progressif de Marie Severin du comic book : pour cet épisode, elle se contente des crayonnés alors qu'Herb Trimpe parachève le dessin. Le mois suivant, Trimpe est seul dessinateur du comics mais Marie Severin continue à dessiner la couverture de ce numéro et du suivant. Elle retrouve le personnage de façon épisodique dans les années suivantes. Elle dessine le premier annual sur Hulk et encre plusieurs épisodes dans les années 1980.
Elle dessine aussi The Submariner à partir du no 9 publié en 1969 et reste sur ce personnage durant treize épisodes. Elle est alors la seule femme dessinatrice dans le monde des comics. En 1967, Stan Lee crée le comics Not Brand Echh qui est constitué de parodies d'histoires de super-héros. Marie Severin participe aux treize numéros de cette anthologie entre août 1967 et mai 1969 et participe aux scénarios de quelques histoires dans les derniers épisodes. En octobre 1969, elle illustre de nouveau plusieurs articles pour Esquire consacrés au sportif Joe Namath et dessine la couverture de ce numéro. Après Not Brand Echh elle retrouve le genre humoristique en dessinant des récits dans le magazine Crazy, qui se présente comme un rival du magazine Mad publié à l'origine par EC Comics, puis repris par DC Comics après le rachat d'EC.

#### Responsabilité chez Marvel et création de nouvelles séries
Durant ces années chez Marvel, elle occupe d'autres fonctions que celle de dessinatrice. Elle est ainsi responsable des couvertures et doit s'assurer qu'aucun comics n'en ait une semblable à celle d'un autre devant sortir le même mois. Pour ce faire, elle propose à chaque dessinateur un brouillon de couverture inspiré par l'histoire publiée dans le comics. En effet, Marie Severin, en accord avec Stan Lee, ne veut pas que la couverture soit sans rapport avec le scénario, comme c'est le cas chez d'autres éditeurs. Elle est coloriste pour plusieurs comics qu'elle en soit la dessinatrice ou non. Elle s'occupe par exemple des couleurs de la revue Epic Illustrated. Elle est ensuite chargée de l'ensemble du département des coloristes et doit s'assurer de la qualité de leurs travaux ainsi que du maintien d'un style de couleur commun à tous les comics de la maison. Dans les années 1970, elle travaille toujours chez Marvel et son nom se retrouve sur des épisodes d'Iron Man, Daredevil et Conan.
En septembre 1971, avec son frère, qui est encreur sur cette série, et Roy Thomas, le scénariste, elle dessine les aventures de Kull the conqueror, un personnage créé par Robert E. Howard. La série est arrêtée après seulement deux numéros mais est reprise un an après. Le titre n'arrive pas à se vendre (alors que l'adaptation de Conan est un succès) et les Severin quittent le magazine, John au no 10 et Marie au no 11. En 1972, elle crée le personnage de The Cat sur un scénario de Linda Fite et celui de Spider Woman en 1976. Durant la décennie suivante, elle est successivement assistante au département artistique puis membre de celui chargé du secteur enfance. Enfin, elle passe à la division Special Projects qui s'occupe, entre autres tâches, de toutes les adaptations en comics de personnages n'appartenant pas à Marvel, comme l'Agence tous risques ou Les Muppet Babies. Dans ce département, Marie Severin dessine également des publicités pour les produits Marvel se retrouvant dans les comics de la société, et elle dessine aussi les personnages Marvel utilisés par d'autres sociétés pour leur publicité.

### Après Marvel
En 1996, Marvel Comics décide de ne pas renouveler le contrat d'exclusivité qui la liait à Marie depuis plus de 30 ans. Aussitôt Mark Chiarello, un des responsables éditoriaux de DC Comics, la contacte pour lui proposer du travail. Marie accepte d'être la coloriste de la série Superman Adventures. Elle dessine aussi de courts récits publiés dans des anthologies de la collection Paradox Press. Toutefois, elle n'est plus dessinatrice à plein temps, et les récits qu'elle illustre sont rares. On note une histoire courte, intitulée Batsman : Swarming Scourge of the Underworld qui parodie le personnage de Batman, publiée dans le deuxième volume de l'anthologie Batman : D'ombre et de lumière, une autre dans 9-11: The World's Finest Comic Book Writers & Artists Tell Stories to Remember, Volume Two sur un scénario de Stan Lee publié peu après les attentats du 11 septembre 2001 par DC Comics.
Elle travaille encore de temps en temps pour Marvel en illustrant des cartes à collectionner.
Durant les années 2000, elle travaille aussi pour un éditeur moins prestigieux, Claypool Comics, pour lequel elle dessine ou encre des épisodes de Soulsearcher and Company et Elvira. Cela lui permet de retrouver d'anciens dessinateurs de Marvel comme Dave Cockrum ou Jim Mooney. En 2007, elle a une attaque cardiaque qui l'oblige à se retirer du monde des comics à Huntington dans l'État de New York. Elle meurt le 29 août 2018 à l'âge de 89 ans d'une attaque cardiaque, dans une maison de soin à Amityville.

## Analyse de l'œuvre

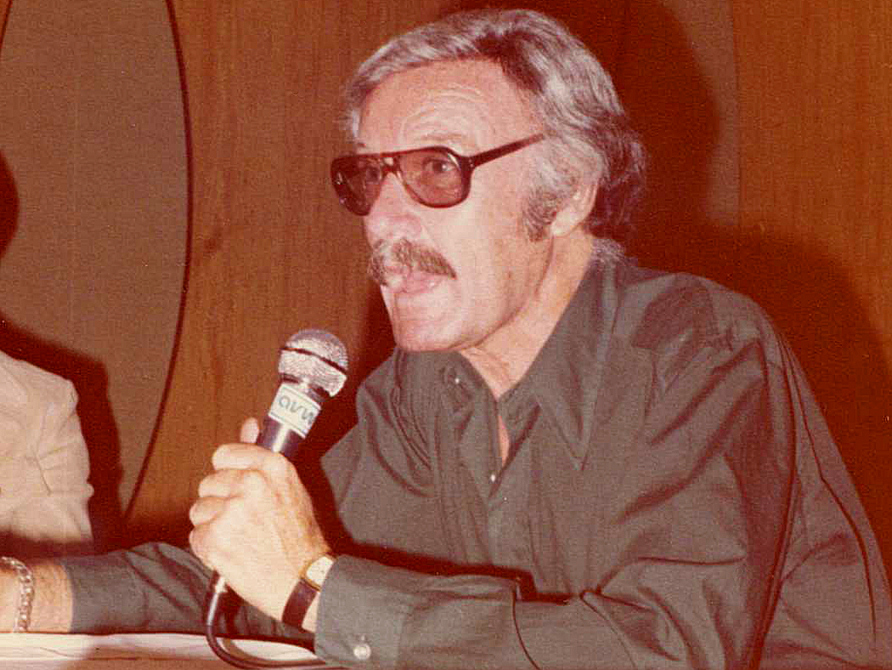
Stan Lee – ici dans les années 1980 – considère que Marie Severin fait partie de ses meilleurs artistes.

Très bonne coloriste, Marie Severin fait rapidement ses preuves chez EC Comics puisqu'elle devient quasiment la seule coloriste de la société, et ce d'autant plus facilement que, contrairement à la société Chemical Color qui était chargée de la couleur des EC Comics avant son arrivée, elle tend vers le réalisme. Cette façon de faire est particulièrement appréciée des directeurs de la publication Harvey Kurtzman et Al Feldstein. De fait, elle est considérée comme une des meilleures coloristes. Toutefois, certains lecteurs lui ont reproché de censurer les dessins originaux en les mettant en couleur. En effet, certaines cases ou certains décors sont d'une seule couleur ce qui atténuerait l'horreur de la scène dessinée. Selon Marie Severin, ce choix est dû aux techniques de mise en couleur qui ne permettaient pas à l'époque d'atteindre un rendu intéressant, et elle se défend en faisant remarquer qu'aucun responsable ne s'est plaint de ses choix.
Par ailleurs, le travail de dessinatrice de Marie Severin, même s'il n'est pas aussi novateur ou important que celui d'artistes essentiels comme Jack Kirby ou Steve Ditko, fait preuve cependant de grandes qualités reconnues par les critiques et les artistes qu'elle a pu côtoyer. Ainsi, Stan Lee a expliqué que Marie n'était pas une excellente artiste féminine mais qu'elle comptait parmi les meilleurs artistes. Gene Colan affirme qu'elle est « une grande dessinatrice. Je l'admirais vraiment. Elle était une bonne artiste. […] Techniquement, elle était forte », Herb Trimpe la qualifie de « trésor d'expérience et de talent » et John Buscema affirme que ses brouillons de couvertures étaient trop bons et qu'il ne pouvait en faire de meilleures.
Marie Severin maîtrise deux éléments essentiels du dessin de bande dessinée : l'art du récit, et celui du dessin solitaire, comme peut l'être celui de la couverture du comics. En effet, elle compose ses dessins avec une énergie qui n'a rien à envier à celle de Jack Kirby, et elle sait très bien mener le récit.
Lors de son travail sur le comic book de Hulk, elle innove en utilisant fréquemment une seule case montrant la transformation d'un personnage, le plus souvent Hulk, plutôt que de préférer une succession de cases.
Marie Severin a montré ses talents dans plusieurs domaines de la bande dessinée. Entre autres, c'est son excellence dans celui de la caricature et du dessin humoristique qui lui valent d'être la dessinatrice de la revue Not Brand Echh et de participer aux comics Spoof et Crazy.

## Opinions et caractère
Bien qu'elle n'ait jamais voulu participer aux luttes féministes, Marie Severin a parfois défendu les droits des femmes. Le fait d'être, avec Ramona Fradon, l'une des deux seules femmes dessinatrices connues lors de l'âge d'argent des comics lui a valu de servir d'exemple. Trina Robbins, auteure de comics et d'ouvrages historiques consacrés aux artistes féminines, estime que Marie Severin, malgré ses opinions conservatrices, est une féministe. De plus, elle a participé à quelques conférences comme celle de 1974 sur le rôle des femmes dans les comics avec Linda Fite et d'autres auteures de comics ou en 2006 au festival de Toronto. Ces rares interventions sont à lier avec une vie tout ce qu'il y a de plus « normale » alors qu'il était très rare que des femmes parviennent à exercer le métier de dessinatrice aussi longtemps. Son talent et son abord très amical lui permettent de se faire accepter sans difficulté dans un univers masculin. Ce caractère joyeux fait qu'elle est dotée par Stan Lee, qui donnait un surnom à chaque collaborateur de ses comics dans le cadre des crédits, de l'adjectif « mirthful » (« joyeuse »). Toutefois, se retrouver ainsi dans un univers masculin n'a pas été sans difficultés puisque malgré son talent Marie Severin n'a pu gagner une série importante durant une longue période comme il est probable qu'elle l'aurait eu si elle avait été un homme.

## Distinctions
- 1974 et 1975 : prix Shazam du meilleur dessinateur humoristique
- 1975 : prix Shazam de la meilleure histoire humoristique (avec Marv Wolfman) pour  « Kaspar the Dead Baby », dans Crazy no 8
- 1988 : prix Inkpot
- 1997 : Temple de la renommée des auteures de bande dessinée
- 2001 : Temple de la renommée Will Eisner
- 2002 :  prix Haxtur de l'« auteur que nous aimons », pour l'ensemble de sa carrière

Posthume
- 2019 : Prix Inkwell spécial Stacey aragon, pour l'ensemble de son œuvre[38]

## Œuvres principales
| Titre               | Date      | Coloriste | Dessinatrice | Participation au scénario |
| ------------------- | --------- | --------- | ------------ | ------------------------- |
| EC Comics           | 1952-1955 | X         |              |                           |
| Doctor Strange      | 1967      |           | X            | X                         |
| The Incredible Hulk | 1967-1968 |           | X            |                           |
| Sub-Mariner         | 1969-1970 |           | X            |                           |
| Not Brand Echh      | 1967      |           | X            | X                         |
| Spoof               | 1970      |           | X            |                           |
| King Kull           | 1971      |           | X            |                           |
| The Cat             | 1972      |           | X            |                           |
| Crazy               | 1973      |           | X            |                           |
| Les Muppet Babies   | 1985      |           | X            |                           |
| Superman Adventures | 1996      | X         |              |                           |